# Маруджо
Маруджо (итал. Maruggio) — коммуна в Италии, располагается в регионе Апулия, в провинции Таранто.
Население составляет 5510 человек (2008 г.), плотность населения составляет 112 чел./км². Занимает площадь 48 км². Почтовый индекс — 74020. Телефонный код — 099.
Покровителем коммуны почитается святой Иоанн Креститель, празднование 13 и 14 июня, и святой Христофор.

## Демография
Динамика населения:

## Администрация коммуны
- Официальный сайт: http://www.comune.maruggio.ta.it/